# Ligularia fischeri
Комчві (Ligularia fischeri) — вид із роду Ligularia (родина Asteraceae).

## Використання
У корейській кухні комчві разом з іншими сортами чвінамулю часто використовують як основний інгредієнт трав'яних гарнірів, що називаються намуль. Комчві можна їсти маринованим як джангаджі або кімчі, а також їсти свіжим, як ссам (обгортати).

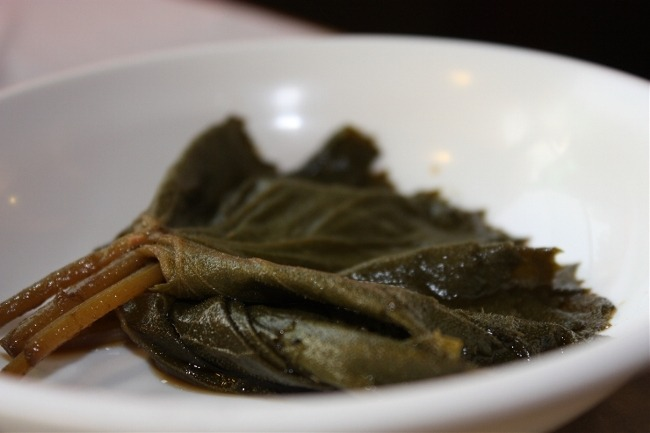
Мариноване комчві
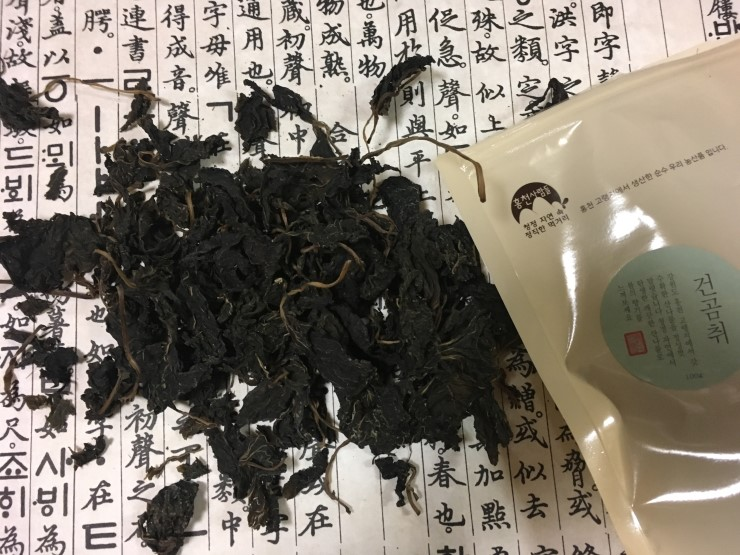
Сухе комчві